# Terraplistes brevicauda
Terraplistes brevicauda är en insektsart som beskrevs av Sigfrid Ingrisch 2006. Terraplistes brevicauda ingår i släktet Terraplistes och familjen Mogoplistidae. Inga underarter finns listade i Catalogue of Life.